# 托考伊

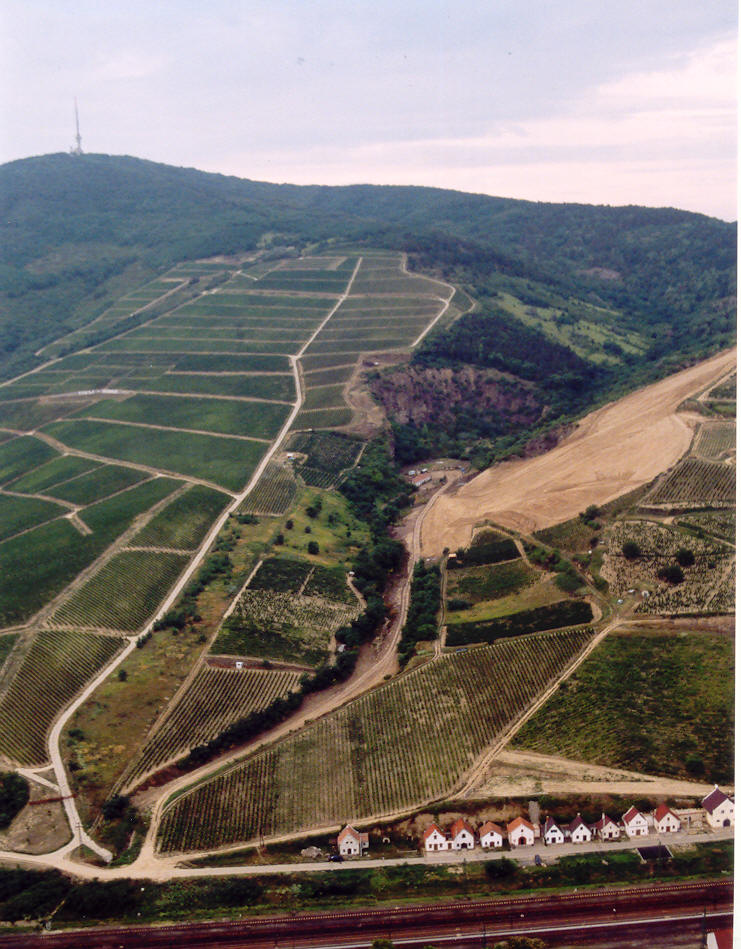

托考伊（匈牙利語：Tokaj，匈牙利語：[ˈtokɒj] ⓘ）是匈牙利包爾紹德-奧包烏伊-曾普倫州的城鎮，位於該國東北部，距離首府米什科爾茨54公里，面積28.2平方公里，2011年人口4,886，其中約一半居民信奉天主教。
托考伊是托考伊葡萄酒产区的中心，该地区出产知名的托考伊葡萄酒。

## 外部連結
- 官方网站 （匈牙利文）
- Tokaj and the Historic Wine Region - tourism information
- Tokajwine.net （页面存档备份，存于） -  Wine Encyclopedia and Review of over 2000 wines from Tokaj, by Alkonyi László
- Gallery （页面存档备份，存于）
- Tourist Information
- Tokaj Attractions （页面存档备份，存于）
- Aerial photographs （页面存档备份，存于）

48°07′N 21°25′E / 48.117°N 21.417°E